# ドントジー男爵
ウィルトシャーにおけるドントジー男爵（ドントジーだんしゃく、英語: Baron of Dauntsey）は、イングランド貴族の爵位。ケンブリッジ公爵の従属爵位として2度創設されたが、いずれも1代で廃絶した。
1664年8月23日、ヨーク公ジェームズ(1633-1701)（後のイングランド王ジェームズ2世）の息子ジェームズ・ステュアート(1663-1667)はウィルトシャーにおけるドントジー男爵、ケンブリッジ伯爵、ケンブリッジ公爵に叙された。しかしジェームズ・ステュアートは1667年6月20日に夭折、爵位は廃絶した。
1667年9月14日、ヨーク公ジェームズの息子エドガー・ステュアート(1667-1671)が生まれた。エドガーは生後1か月にも満たない1667年10月7日に兄ジェームズと同じくウィルトシャーにおけるドントジー男爵、ケンブリッジ伯爵、ケンブリッジ公爵に叙されたが、やはり兄ジェームズと同じく4歳に満たない1671年6月8日に夭折、爵位は廃絶した。

## ドントジー男爵（第1期、1664年）
- ケンブリッジ公爵・ドントジー男爵ジェームズ・ステュアート（英語版）（1663年 – 1667年）

## ドントジー男爵（第2期、1667年）
- ケンブリッジ公爵・ドントジー男爵エドガー・ステュアート（英語版）（1667年 – 1671年）